# Kim Han-yoon
Kim Han-Yoon (ur. 11 lipca 1974 w Gyeongsan) – południowokoreański piłkarz, grający na pozycji obrońcy.
Kim rozpoczął swoją karierę w 1997 roku, a więc w wieku 23 lat. W tym właśnie roku został zawodnikiem klubu Bucheon SK. Zagrał tam 52 razy i zdobył 2 gole. Już w 1998 roku Kim zdecydował się na zmianę barw klubowych i został zawodnikiem Pohang Steelers. Jednak i tam Kim grał tylko przez rok. Zaliczył 36 meczów i jedną bramkę, po czym wrócił do Bucheon SK. Podobnie jak i w trakcie pierwszego pobytu w tym klubie mieścił się w podstawowym składzie drużyny. Przez cztery lata Kim rozegrał w Bucheon 113 spotkań i strzelił 2 bramki. W 2006 roku Kim został zawodnikiem klubu FC Seoul. Jak do tej pory rozegrał tu 60 spotkań i nie wpisał się na listę strzelców ani razu.
Zawodnik występował również w piłkarskiej reprezentacji Korei Południowej.